# Britney Jean
Britney Jean е осмият студиен албум на американската певица Бритни Спиърс. Излиза на 3 декември 2013. Албумът дебютира под номер четири в Билборд 200 и от него са продадени 265, 000 копия в САЩ.

## Списък на песните

### Оригинален траклист
1. Alien – 3:56
2. Work Bitch – 4:08
3. Perfume – 4:00
4. It Should Be Easy (с Уил Ай Ем) – 3:27
5. Tik Tik Boom (с Ти Ай) – 2:57
6. Body Ache – 3:26
7. Til It's Gone – 3:43
8. Passenger – 3:41
9. Chillin' with You (с Джейми Лин) – 3:39
10. Don't Cry – 3:15

### Делукс издание
1. Brightest Morning Star – 3:00
2. Hold on Tight – 3:28
3. Now That I Found You – 4:17
4. Perfume (The Dreaming Mix) – 4:02

### Японско и Китайско издание
1. Work Bitch (The Jane Doze Remix) – 2:59
2. Work Bitch (7th Heaven Club Mix) – 4:27

## Сингли
- Work Bitch
- Perfume
- Til It's Gone
- It Should Be Easy